# Presidente Alves
Presidente Alves este un oraș în São Paulo (SP), Brazilia.